# Begonia afromigrata
Begonia afromigrata es una especie de planta de la familia Begoniaceae. Esta begonia es originaria de Tailandia y Laos. Fue descrita en 2011 por el botánico Jan Jacobus Friedrich Egmond de Wilde (nacido en 1932).